# 拉斯彼德拉斯區
拉斯彼德拉斯區（西班牙語：Distrito de Las Piedras），是秘魯的一個區，位於該國東南部馬德雷德迪奧斯大區的坦博帕塔省，始建於1912年12月26日，面積7,032.21平方公里，海拔高度260米，2005年人口6,072，人口密度每平方公里0.86人。